# 아틀레치쿠 고이아니엔시
아틀레치쿠 클루비 고이아니엔시(포르투갈어: Atlético Clube Goianiense) 또는 아틀레치쿠 고이아니엔시(포르투갈어: Atlético Goianiense)는 브라질의 고이아스주 고이아니아를 연고지로 하는 축구 클럽이다. 이 팀은 1937년에 창단되었으며, 고이아니아 시의 가장 오래된 축구 구단이다. 구단의 상징은 용(포르투갈어: Dragão)이며, 상징 색은 검정과 빨강의 가로 줄무늬이다. 현재 세리에 B에 참가하고 있다.

## 역사
1937년 4월 2일 브라질 고이아스주에 새로이 건설된 도시, 고이아니아에서 니카노르 고르두와 조아킹 베이가에 의해 창단되었다. 1938년 창립자들은 아틀레치쿠 고이아니엔시를 떠나고, 또다른 고이아니아의 축구 구단인 고이아니아 EC에 합류하였다.
1944년 아틀레치쿠 고이아니엔시는 주리그 캄페오나투 고이아누에 참가하였다. 함께 참가한 구단은 고이아니아 EC와 빌라 노바 FC, 고이아스 EC 그리고 캄피나스였다. 1957년에는 캄페오나투 고이아누에서 무패 우승을 거머쥐었으며, 이는 구단 역사상 최초의 주요 대회 우승이었다.
2016년 캄페오나투 브라질레이루 세리이 B에서 우승을 차지하며, 구단 역사상 최초로 전국 리그 1부에 참가하게 되었다. 그러나 2017년 리그 최하위를 기록하며 강등되었다.

## 선수 명단

### 현역
참고: FIFA 자격 규정에 따라 소속된 국가대표팀 국기를 표시합니다. 선수는 복수의 FIFA 비회원국 국적을 가지고 있을 수 있습니다.
| 번호 | 포지션 | 국적     | 이름            |
| ---- | ------ | -------- | --------------- |
| -    | DF     | 콜롬비아 | 예퍼슨 로달레가 |

| 번호 | 포지션 | 국적       | 이름                  |
| ---- | ------ | ---------- | --------------------- |
| -    | FW     | 우루과이   | 에밀리아노 로드리게스 |
| -    | FW     | 베네수엘라 | 한 우르타도           |
| -    | FW     | 코스타리카 | 조엘 캠벨             |

## 역대 감독
| 감독                     | 임기        |
| ------------------------ | ----------- |
| 아지우송 지아스 바치스타 | 2012        |
| 로페스 와그너            | 2014        |
| 로페스 와그너            | 2016        |
| 로페스 와그너            | 2018 ~ 2019 |
| 조르지뉴                 | 2021        |
| 조르지뉴                 | 2022        |

## 수상
- 캄페오나투 브라질레이루 세리이 B (우승 1회)

2016
- 캄페오나투 브라질레이루 세리이 C (우승 2회)

1990, 2008
- 캄페오나투 고이아누 (우승 13회)

1944, 1947, 1949, 1955, 1957, 1964, 1970, 1985, 1988, 2007, 2010, 2011, 2014
틀:아틀레치쿠 고이아니엔시 선수 명단